# Tonino Vittigli
Antonio "Tonino" Vittigli (Ceprano, província de Frosinone, 17 de juny de 1964) va ser un ciclista italià. Va guanyar una medalla de plata al Campionat del món de Mig fons amateur de 1989 per darrere de l'austríac Roland Königshofer.

## Palmarès
- 1988
  - 1r a la Coppa Caivano
  - Vencedor d'una etapa al Cinturó a Mallorca
- 1989
  - 1r a la Coppa Caivano